# Laurent Munier
Pour les articles homonymes, voir Munier.
Laurent Munier, né le 30 septembre 1966 à Lyon, est un ancien joueur international français de handball, évoluant au poste de demi-centre. 
Il occupe depuis 2025 les fonctions de président du club de Chambéry Savoie Mont Blanc Handball après en avoir été le manager général pendant 23 ans.

## Biographie
Formé au Villeurbanne HBC, il rejoint en 1985 le HBC Villefranche avec lequel il devient champion de France de Nationale 1B en 1986.
1987 marque un tournant décisif pour lui : troisième meilleur buteur de Nationale 1A, il rejoint à l'intersaison Denis Lathoud au HB Vénissieux 85, joue un rôle décisif au Championnat du monde espoirs (da) où les Bleuets ratent de peu la qualification en finale et enfin il connaît sa première sélection en équipe de France A.

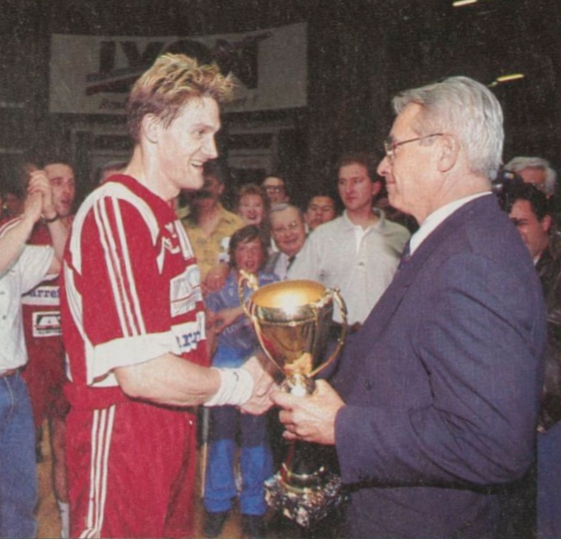
Laurent Munier, alors capitaine du HB Vénissieux 85 reçoit la Coupe de France 1992 des mains de Jean-Pierre Lacoux.

Il est alors un acteur majeur dans l'ascension de Vénissieux qui est vice-champion de France en 1990, 1991, remporte la Coupe de France en 1991, 1992 et le titre de champion de France en 1992.

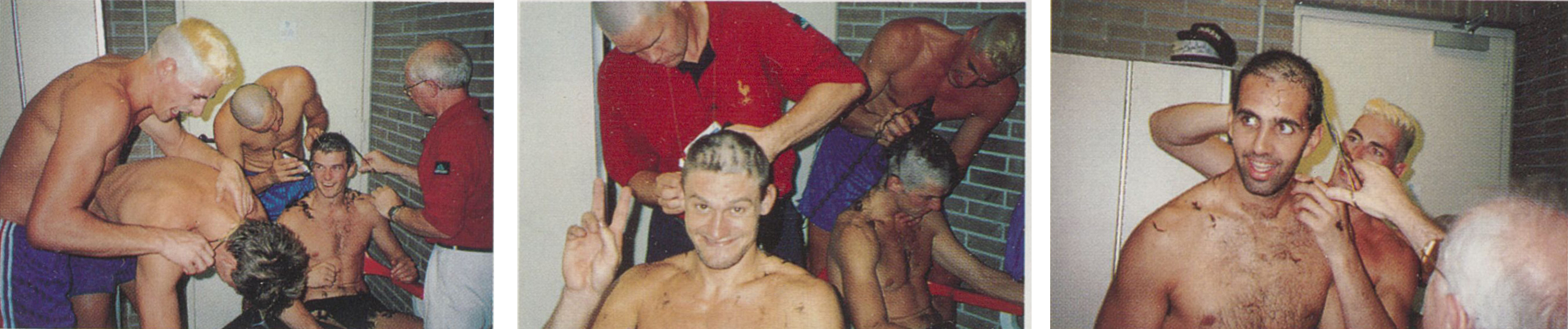
Plusieurs Barjots tels Laurent Munier (photo du centre) se rasent le crâne ou se teignent les cheveux en blond avant leur demi-finale des JO de 1992.

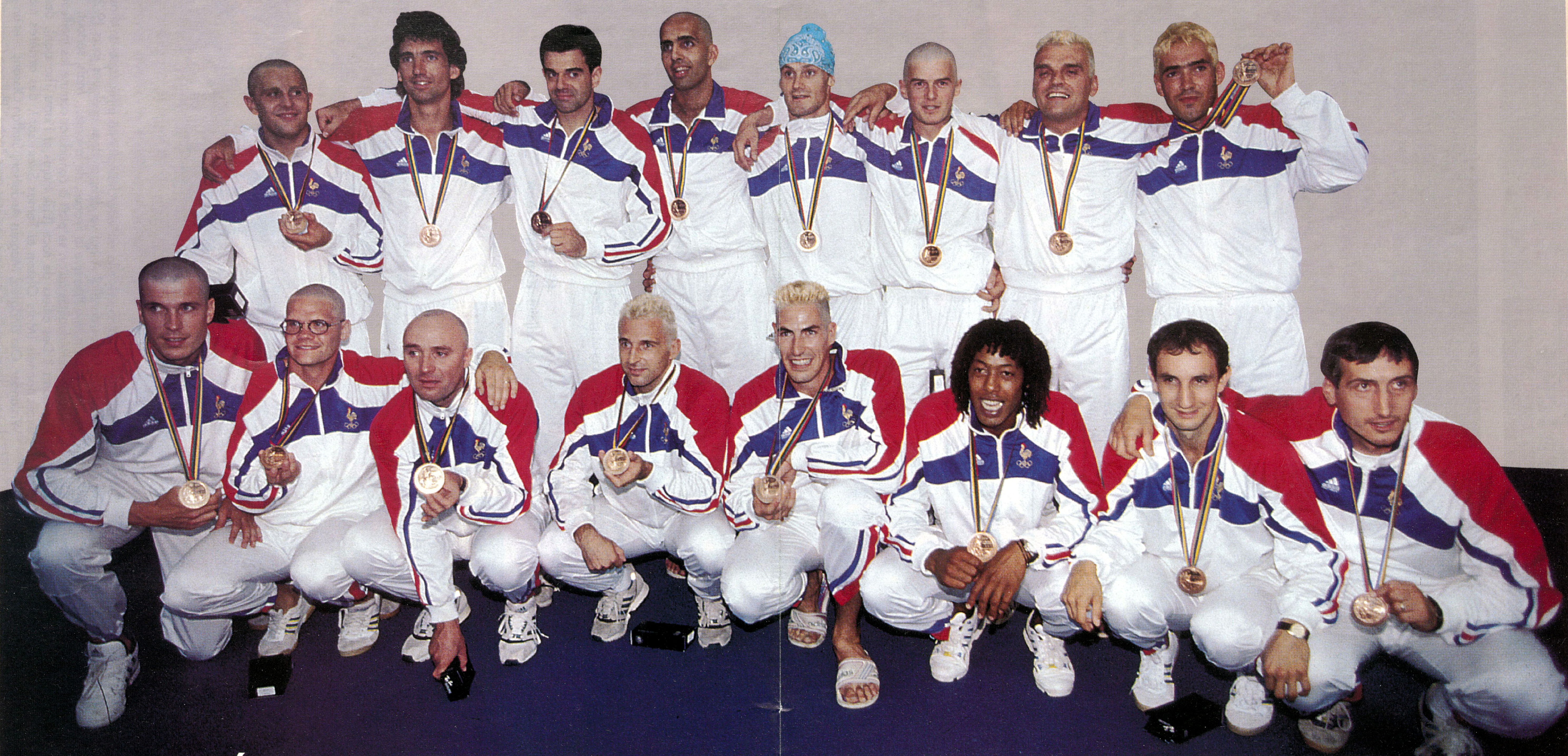
Laurent Munier, debout avec le bonnet de natation, et ses coéquipiers Bronzés aux JO de Barcelone.

Il est alors régulièrement retenu par Daniel Costantini en équipe de France et est un artisan de la médaille de bronze remportée lors des Jeux olympiques de 1992 de Barcelone, Munier étant le meilleur buteur français et le dixième dixième meilleur buteur de la compétition. Neuf mois plus tard, Munier et les Barjots atteignent la finale du Championnat du monde 1993.
Recruté par l'OM Vitrolles en 1993, il complète son palmarès d'une finale de la Coupe d'Europe des vainqueurs de Coupe en 1994, de deux Championnats de France en 1994 et 1996 et d'une troisième Coupe de France en 1995.
Mais il est plus inconstant, notamment entre 1993 et 1995, et il est écarté par Daniel Costantini après le championnat d'Europe 1994 pour son « inadmissible comportement envers les arbitres » avant d'être rappelé pour participer au Championnat du monde 1995 qui se conclura par le premier titre mondial de la France. Il est également à l'origine, avec son coéquipier de l'équipe de France Éric Quintin du Sandball.
Après la disparation de l'OM Vitrolles, il rebondit en 1996 à l'Istres Sports.. Malgré un effectif composé notamment de Christian Gaudin, Alexandru Dedu et Yannick Reverdy, le club istréen est relégué au terme de la saison. Munier, blessé au poignet en cours de saison, se retrouve alors sans contrat avant de signer en décembre 1997 un contrat de 6 mois pour le club allemand du VfL Gummersbach. La saison suivante, il évolue au SG Solingen en 2. Bundesliga.
En 1999, il rentre en France au Stade olympique de Chambéry, entraîné par son camarade barjot Philippe Gardent, où il arrête sa carrière de joueur en 2002 après avoir remporté son quatrième Championnat de France en 2001 et la Coupe de la Ligue en 2002.
Il reste alors dans le club chambérien et en devient manager général au sein du club qui est alors renommé Chambéry Savoie Handball. Avec l'entraîneur et ancien coéquipier Philippe Gardent, il est à l'origine du retour en France de Jackson Richardson en 2005.
En 2009, avec Philippe Gardent, Philippe Morand et Alain Poncet, il crée la Brasserie « les Barjots », située face au Phare, la salle du Chambéry Savoie Handball.
En avril 2025, après avoir occupé pendant 23 ans le rôle de manager général, il est nommé président du Chambéry Savoie Mont Blanc Handball, succédant à Alain Poncet décédé après 28 ans d'exercice,.

## Palmarès

### En clubs
Compétitions internationales
- Finaliste de la Coupe d'Europe des vainqueurs de Coupe en 1994 (avec OM Vitrolles)
- Demi-finaliste Coupe d'Europe des clubs champions en 1993 (avec Vénissieux handball)
- 10 participations en Coupe d’Europe

Compétitions nationales
- Championnat de France
  - Vainqueur (4) : 1992 (avec Vénissieux), 1994, 1996[10] (avec OM Vitrolles), 2001 (avec SO Chambéry)
  - Vice-champion : 1990, 1991 (avec Vénissieux), 1995 (avec OM Vitrolles), 2000, 2002 (avec SO Chambéry)
- Coupe de France
  - Vainqueur (3) : 1991, 1992 (avec Vénissieux) 1995 (avec OM Vitrolles)
  - Finaliste : 1996
- Vainqueur de la Coupe de la Ligue (1) : 2002[11]
- Vainqueur du Championnat de France de Nationale 1B (D2) (1) : 1986

### Sélection nationale
- 154 sélections et 305 buts entre 1987 et 1995
- Jeux olympiques
  -  Médaille de bronze aux Jeux olympiques de 1992 de Barcelone,  Espagne
- Championnats du monde
  -  Médaille d'or au Championnat du monde 1995,  Islande
  -  Médaille d'argent du Championnat du monde 1993,  Suède
- Autres
  -  Médaillé d'argent aux Jeux méditerranéens de 1993 en Languedoc-Roussillon,  France
  - 8e place au Championnat du monde junior 1987 (da)